# Antena botzina

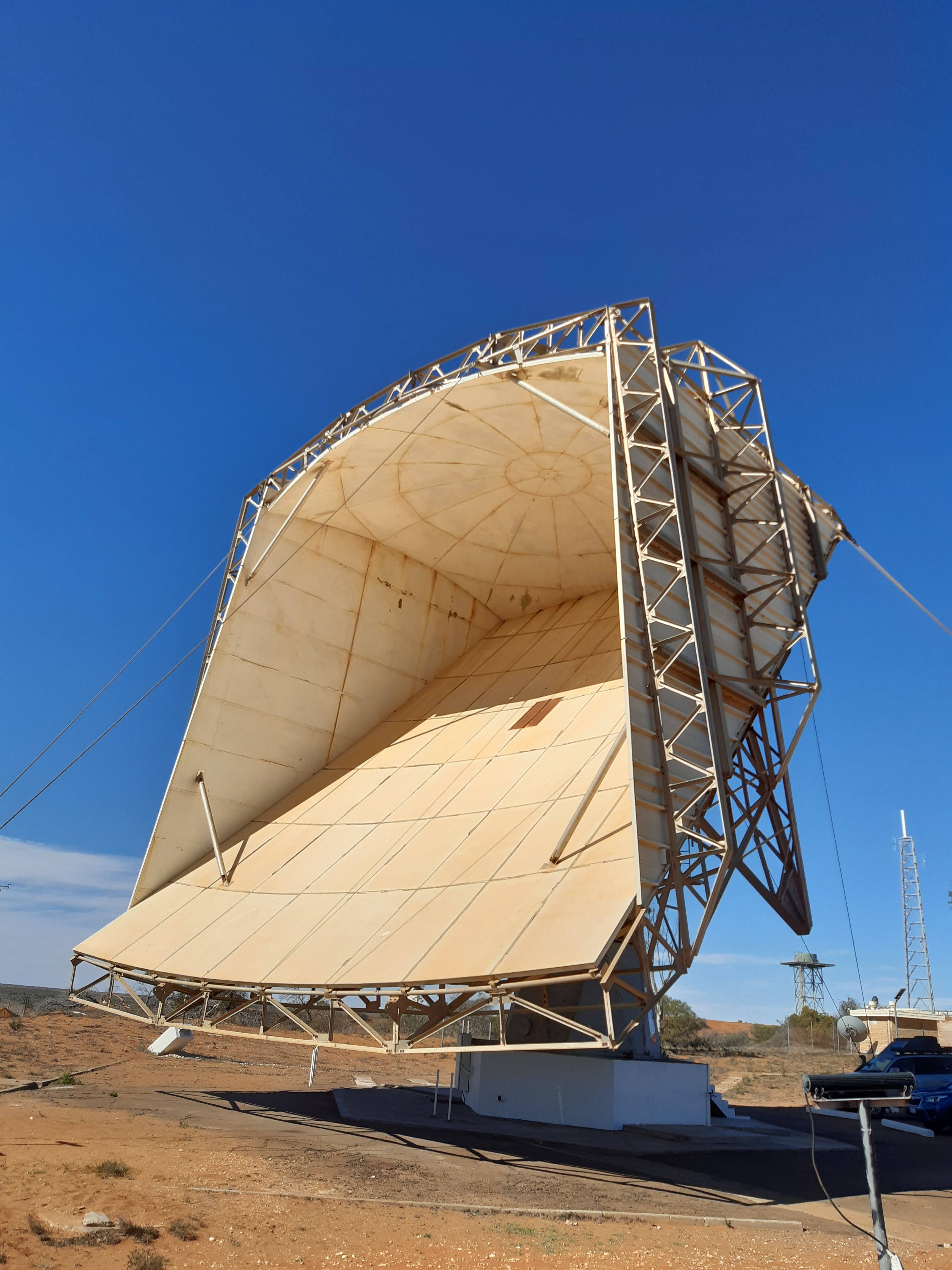
"Sugar Scoop Antenna" a Austràlia

Una antena de botzina és un tipus d'antena que consisteix en una guia d'ona en la qual l'àrea de la secció es va incrementant progressivament fins a un extrem obert, que es comporta com una obertura.

## Tipus de botzines
Una guia d'ona rectangular, que propaga el mode fonamental TE10, si s'obre en el pla horitzontal es denomina botzina de pla H, si s'obre en el pla vertical es denomina botzina de pla E, i si s'obre simultàniament en tots dos plans es denomina botzina piramidal.
La botzina cònica està formada per una guia d'ona circular, que propaga el mode fonamental TE11, que s'obre en forma de con i acaba en forma d'obertura circular.

## Aplicacions de les botzines
Les botzines se solen utilitzar per il·luminar un reflector, formant el que s'anomena una antena parabòlica.
També es poden utilitzar de forma aïllada, com antenes de cobertura global en satèl·lits o bé formant agrupacions, per a conformar un determinat diagrama de radiació, per aconseguir una cobertura d'un continent o un país.
Les botzines poden utilitzar per transmetre o rebre ones una determinada polarització. Per transmetre o rebre simultàniament en més d'una polarització és necessari utilitzar un dispositiu en guia d'ona anomenat ortomode.